# Barésia-sur-l'Ain
Barésia-sur-l'Ain é uma comuna francesa na região administrativa de Borgonha-Franco-Condado, no departamento de Jura. Estende-se por uma área de 9,39 km². Em 2010 a comuna tinha 148 habitantes (densidade: 15,8 hab./km²).